# Tattoo (album, Rory Gallagher)
Tattoo je čtvrté sólové studiové album irského kytaristy a zpěváka Roryho Gallaghera. Jeho nahrávání probíhalo v létě 1973 ve studiu Polydor Studios v Londýně, producentem byl sám Gallagher a album vyšlo v listopadu 1973 u vydavatelství Polydor Records. V roce 2000 vyšlo album v reedici doplněné o dvě bonusové skladby.

## Seznam skladeb
Autorem všech skladeb je Rory Gallagher, výjimkou jsou pouze bonusové písně. Autorem „Tucson, Arizona“ je Link Wray a „Just a Little Bit“ napsal Rosco Gordon.
| Pořadí | Název                                 | Délka |
| ------ | ------------------------------------- | ----- |
| 1.     | Tattoo'd Lady                         | 4:34  |
| 2.     | Cradle Rock                           | 6:15  |
| 3.     | 20:20 Vision                          | 4:02  |
| 4.     | They Don't Make Them Like You Anymore | 4:05  |
| 5.     | Livin' Like a Trucker                 | 4:19  |
| 6.     | Sleep on a Clothes Line               | 5:13  |
| 7.     | Who's That Coming                     | 7:09  |
| 8.     | A Million Miles Away                  | 6:55  |
| 9.     | Admit It                              | 4:19  |
| 10.    | Tucson, Arizona (bonus na reedici)    | 3:47  |
| 11.    | Just a Little Bit (bonus na reedici)  | 7:43  |

## Obsazení
- Rory Gallagher – zpěv, kytara, harmonika, saxofon, mandolína
- Gerry McAvoy – baskytara
- Lou Martin – klávesy, akordeon
- Rod de'Ath – bicí, perkuse